# Panigaglia (trasporto)
La Panigaglia è stata una nave trasporto munizioni e posamine della Regia Marina.

## Storia
Costruita presso i cantieri del Muggiano alla Spezia, la nave venne varata nel 1923 ed entrò in servizio nel corso del medesimo anno.
All'inizio della seconda guerra mondiale l'unità, come la gemella Vallelunga, era sotto il diretto controllo di Supermarina. Durante il conflitto la nave ebbe largo impiego come posamine.
La proclamazione dell'armistizio sorprese il Panigaglia alla Spezia e qui la nave venne catturata dalle truppe tedesche l'8 settembre 1943. Nell'ottobre del 1943 il Panigaglia, attaccato da aerei, venne centrato da alcune bombe ed affondò nel Golfo della Spezia, ma i tedeschi decisero di recuperarlo: i lavori di recupero ebbero inizio l'11 gennaio 1944 e terminarono il 20 aprile successivo.
Riparata nell'arsenale della Spezia l'unità, ribattezzata Westmark, venne incorporata nella Kriegsmarine come posamine con una capacità da 30 a 53 ordigni, entrando in servizio il 28 settembre 1944.
Il 19 (o, per altre fonti, il 29) aprile 1945 i tedeschi, prima della resa, autoaffondarono la Westmark nelle acque della piazzaforte ligure.
Il relitto dell'unità venne rimesso nuovamente a galla nel 1946; dopo le riparazioni la nave, che aveva tornato ad assumere il vecchio nome di Panigaglia (ed il cui dislocamento, in seguito alle modifiche, era stato ridotto a 643 tonnellate), tornò a prestare servizio come trasporto munizioni per la Marina italiana. Il trattato di pace del 1947 assegnò la nave alla Francia, ma la cessione, che avrebbe dovuto svolgersi nel 1948, non ebbe mai luogo.
Infatti il Panigaglia, essendo una delle poche (se non l'unica) unità da trasporto munizioni italiane sopravvissute alla guerra, venne impiegata nelle operazioni di smilitarizzazione dell'isola di Pantelleria imposte dal trattato di pace, operazioni che comportavano la rimozione di parte della notevole quantità di munizioni che si trovavano sull'isola.
Nella mattinata del 21 giugno 1947, dopo aver imbarcato 330 tonnellate di munizioni dell'esercito, il Panigaglia, al comando del tenente di vascello Agostino Armato e con a bordo 65 uomini di equipaggio, lasciò Pantelleria per trasferire il munizionamento presso i depositi di Pozzarello. Dopo aver fatto tappa a Trapani, la nave, all'una del pomeriggio del 26 giugno, diede fondo nella rada di Santa Liberata, a circa quattro chilometri da Porto Santo Stefano, dove sarebbero state effettuate le operazioni di scarico, coadiuvate da due barconi della Montecatini, uno dei quali, al comando del capobarca Armando Loffredo, aveva a bordo 12 operai civili. La decisione di non scaricare proprio a Porto Santo Stefano era stata presa per circoscrivere i danni di un'eventuale esplosione. Le operazioni di scarico venivano effettuate scaricando molto lentamente sui due pontoni, mediante dei grossi telai giapponesi, circa 80 tonnellate di munizioni per volta, molto lentamente (onde evitare incidenti). Verso le undici di mattina del 1º luglio si verificò a prua del Panigaglia un primo scoppio di modesta entità, in seguito al quale parte dell'equipaggio ed i dodici operai presenti sul barcone della Montecatini che si trovava sottobordo all'unità accorsero nella zona prodiera; frattanto il capobarca Loffredo chiedeva se occorreva allontanare il pontone, che era già pressoché carico. Tuttavia il primo scoppio generò una catena di esplosioni che, attraverso gli scoppi delle munizioni ammucchiate in coperta, raggiunse, alle 11.10, le stive ancora in gran parte piene di materiale: il Panigaglia saltò in aria con un tremendo boato che venne udito sino a Marina di Grosseto, lanciando in ogni direzione rottami incandescenti che provocarono un vasto incendio boschivo sul Monte Argentario e danneggiarono una quindicina di abitazioni di Porto Santo Stefano (due sole delle case, però, furono colpite dai rottami, mentre i danni delle altre furono provocate dall'onda d'urto). I resti della nave, scossi anche dallo scoppio delle caldaie, si rovesciarono per poi affondare lasciando affiorare una porzione della poppa. Anche il barcone della Montecatini, investito dalla deflagrazione, esplose ed affondò a sua volta, provocando la morte del capobarca Loffredo. Alcuni membri dell'equipaggio del Panigaglia (il comandante Armato e nove tra sottufficiali e marinai), che al momento del disastro erano a terra per questioni di servizio, furono tra i primi ad accorrere sul luogo della sciagura, seguiti da 16 ambulanze, alcuni camion militari con materiale sanitario e personale medico, autompompe, un aereo carico di medicinali e numeroso personale (tra cui palombari civili e militari), sotto la direzione degli ammiragli Pecori (sottocapo di Stato Maggiore della Marina) e Vietina (comandante del Dipartimento Militare Marittimo della Spezia), mentre alcuni grossi pontoni incaricati del sollevamento del relitto poterono arrivare solo l'indomani, causa la loro bassissima velocità. Dall'interno della zona poppiera del relitto provenivano colpi che facevano presumere la presenza di 5-6 sopravvissuti, e dopo circa due ore di lavoro con la fiamma ossidrica da parte di uomini del Genio Navale fu possibile estrarre l'unico sopravvissuto, il militarizzato Salvatore Somma che, gravemente ferito ed ustionato, venne ricoverato in gravi condizioni di salute presso l'Ospedale di Grosseto, dov'era stato portato anche l'unico altro ferito, l'autista di un autocarro investito dallo spostamento d'aria. Successivamente Somma venne trasportato all'Ospedale militare di Napoli, dove rimase degente per un lungo periodo. Dopo essere stato dimesso, il Somma venne destinato, come impiegato, alla Base Navale di Napoli e, successivamente, trasferito a Maricorderia Castellammare di Stabia. Somma Salvatore, che all'epoca dei fatti aveva 41 anni, è deceduto presso la propria abitazione il 10 giugno 1985 all'età di 79 anni . Ulteriori colpi provenienti dal relitto sommerso cessarono intorno alle 20.30. Alle due di notte del 2 luglio giunse sul posto il primo pontone, il Trieste, che effettuò un primo tentativo di sollevamento della poppa, che non riuscì per la rottura dei cavi. Più tardi giunsero sul luogo anche i pontoni Maciste ed Anteo, che insieme al Trieste provvidero al recupero dei resti della nave per poterne estrarre i corpi delle vittime.
Le indagini accertarono che l'esplosione era stata accidentale ed era stata provocata verosimilmente dal surriscaldamento del munizionamento (stivato in locali poco aerati e surriscaldati per la calura di luglio) o dalla caduta di una cassa di munizioni (forse bombe a mano) durante le operazioni di scarico.
Perirono nel disastro tutti i 68 uomini presenti a bordo del Panigaglia al momento dell'esplosione (55 membri dell'equipaggio, 12 operai civili ed un maresciallo d'artiglieria della sezione distaccata di Grosseto), oltre al capobarca Loffredo rimasto ucciso a bordo del barcone della Montecatini.
Non esiste una lista equipaggio ufficiale, le informazioni sono state sempre discordanti. I dati sono stati desunti dai quotidiani dell'epoca e dagli archivi del Comune del Monte Argentario. Lista e Foto [6].
La tragedia ebbe una vasta eco sulla stampa nazionale, e venne annunciata dal presidente del consiglio Alcide De Gasperi durante la seduta del parlamento del 1º luglio 1947.